# Дружиногубство
Дружиногубство (англ. Uxoricide від лат. uxor – «дружина» і -cide, від caedere – «різати, вбивати») — вбивство власної дружини. Воно може стосуватися самої дії або особи, яка її виконує. Його також можна використовувати в контексті вбивства власної дівчини. Убивство чоловіка або хлопця називається маріцидом.

## Норми дружиногубства
Хоча загальний рівень подружнього насильства та вбивств у США знизився з 1970-х років, рівень дружиногубства значно вищий, ніж рівень чоловікогубства (убивства чоловіка). З 2 340 смертей від рук інтимних партнерів у США у 2007 році 70 % становили жінки. Дані ФБР зі середини 1970-х до середини 1980-х років показали, що на кожні 100 чоловіків, які вбили своїх дружин у Сполучених Штатах, приблизно 75 жінок вбили своїх чоловіків. Однак у деяких містах США, включно з Чикаго, Детройтом, Х'юстоном і Сент-Луїсом, дружини частіше вбивали своїх чоловіків, ніж навпаки. Рівень застосування дружиногубства різнився серед різних демографічних підгруп. У 2002 році вбивці подружжя (чоловіка та дружини разом) в США становили 69,4 % білих, 25,7 % темношкірих, 4,8 % жителів азійських/тихоокеанських островів і 0,1 % американських індіанців/корінних жителів Аляски.
У регіоні Південно-Східної Азії 55 % усіх убитих жінок померли від рук свого партнера, за ними йдуть 40 % в африканському регіоні та 38 % в американському регіоні. Дослідження 2013 року показало, що 38,6 % вбивств жінок скоєні інтимними партнерами.
Схоже, що показники уксорициду коливаються в різних західних культурах: в Англії та Уельсі вбивають приблизно сім жінок на місяць, в Австралії – приблизно чотири жінки на місяць та приблизно 76 жінок на місяць у Сполучених Штатах. Важливо зауважити, що ці дані надійшли за різні роки та є необробленими – вони не були ані скориговані, ані індексовані за населенням країни.

## Психодинамічні пояснення

### Несвідомий конфлікт
Прихильники психодинамічних теорій запропонували пояснення механізмів, що лежать в основі виникнення дружиногубства. Існує припущення, що чоловіки, які вбивають своїх партнерок, відчувають як несвідому залежність від своєї дружини, так і образу на неї. Ці чоловіки хочуть залишити стосунки, але несвідомо вважають себе надто безпорадними, щоб це зробити, що завершується переконанням, що вбивство дружини — єдиний спосіб звільнитися від неї. Цей підхід також пропонує альтернативне пояснення випадків, коли чоловік вчиняє дружиногубство і подальше негайне самогубство — чоловік закінчує своє життя не через почуття провини, а натомість через свою безпорадність і залежність.

### Захисні механізми
Було також встановлено зв'язок між насильством у дитинстві та ймовірністю застосування дружиногубства. Психодинамічні дослідники стверджують, що жертва насильства в дитинстві призводить до насильства в сім'ї в дорослому віці через захисні механізми — в цьому випадку насильство є несвідомою захисною адаптацією до дитячої травми та інших несприятливих подій. Інші дослідники психодинаміки повідомили, що тематичний апперцептивний тест виявляють значні тенденції відторгнення матір'ю або дружиною у чоловіків, які вчиняють дружиногубство. Психоаналітична інтерпретація сновидінь також стверджує, що несвідомий конфлікт проявляється у насильницьких спалахах. Наприклад, в одному випадку один чоловік пережив і записав понад 200 сумних, переважно насильницьких снів перед тим, як убити свою дружину.

## Фактори ризику
У трохи більше ніж двох третинах вбивств подружжя в США словесна суперечка переросла у вбивство.

### Сімейний стан
У двох дослідженнях, проведених у Канаді та Великій Британії, було виявлено, що жінки, які перебувають у цивільному шлюбі, мають більший ризик домашнього насильства та дружиногубства, ніж заміжні жінки. Дослідження показало, що жінки-співмешканки, у дев'ять разів частіше гинуть від рук свого інтимного партнера, ніж заміжні жінки. Було вивчено низку можливих причин цього висновку. Співмешканки частіше молодші, мають нижчий рівень освіти і частіше приводять дітей від попередніх стосунків у свій дім разом з новим сексуальним партнером. На додаток до цього підвищеного ризику для матері з прийомними дітьми, генетично неспоріднений вітчим також становить ризик для дитини; дослідження показали, що діти піддаються набагато більшому ризику насильства і дітогубства з боку вітчима в порівнянні з генетичним батьком. Це може бути тому, що інвестиції від вітчима зменшують репродуктивні переваги. Дослідження показали, що наявність пасинків може значно збільшити ризик дружиногубства у жінок. Велика кількість дітогубств супроводжується дружиногубством і самогубством.
Крім того, співмешканці частіше розлучаються, а чоловіки в таких стосунках можуть не контролювати своїх інтимних партнерів і відчувати загрозу з боку сексуальних конкурентів-чоловіків. Дослідження показали, що значна частина випадків дружиногубства відбувається через те, що чоловік вважає, що його інтимна партнерка зраджує йому, або через те, що партнерка намагається розірвати стосунки з ним. Дослідження показали, що жінки часто зазнають більшого насильства після розриву стосунків. Австралійське дослідження показало, що з вибірки випадків дружиногубства 47 % жінок були вбиті своїми сексуальними партнерами-чоловіками протягом двох місяців після розриву стосунків. Сексуальні ревнощі можуть бути можливою причиною такого підвищеного ризику після розставання.

### Розлука з партнером
Іншим фактором ризику для дружиногубства є розлука. Жінки, які вирішили залишити свого партнера, піддаються більшому ризику вбивства з боку подружжя. Ці злочини називаються «вбивствами, пов'язаними з покинутістю», і найчастіше їх скоюють чоловіки, які в дитинстві були покинуті та травмовані, у поєднанні з помітно низьким рівнем серотоніну та пошкодженням лобової кори головного мозку, що сприяє поганому контролю імпульсів. Чоловік, швидше за все, уб'є свою пару до того, як у неї з'явиться можливість зав'язати нові стосунки з іншим чоловіком, оскільки він боїться, що вона потім присвятить свої репродуктивні ресурси нащадкам суперника. Таким чином, вбивши свого партнера, він уникне репутаційної шкоди, пов'язаної з внутрішньостатевою конкуренцією, і позбавить іншого чоловіка шансів мати доступ до дорогої половинки. Це також пояснює, чому ті жінки, які мали дітей від попередніх стосунків, піддаються більшому ризику вбивства подружжям порівняно з тими, хто мав дітей лише від свого нинішнього партнера. Жінка-партнерка вже присвятила свої репродуктивні ресурси іншому чоловікові, тому, коли вона встановлює нові стосунки, самець бере участь у вихованні нащадків іншого чоловіка, що зашкодить його ієрархічному статусу серед внутрішньостатевих суперників.

### Вік
Чим більша різниця у віці між подружжям, тим вищий ризик вбивства дружини. Для чоловіка шкода, пов'язана з невірністю, більша, коли партнерка молодша. З віком фертильність жінки знижується,:208 тому вік є ключовим показником репродуктивного успіху. У результаті чоловік надаватиме високого значення партнерці з більшою репродуктивною цінністю.:208 Чоловік, швидше за все, буде брати участь вбивстві з «рук», якщо партнер має високу репродуктивну цінність. «Руки» стосується більш насильницьких методів, таких як використання зброї, утоплення, поранення та удушення.

### Культура і право

Галл Людовісій вбиває свою дружину та себе, римська копія за елліністичним оригіналом, Палаццо Массімо алле Терме

Деякі випадки дружиногубства сприяють культурі жертви та злочинця. Наприклад, у деяких патріархальних суспільствах, де домінують чоловіки, схвалюються вбивства честі, коли чоловік вбиває свою дружину за те, що вона соромила їхню сім'ю. Приблизно 42 % жінок, які стали жертвами вбивств честі в усьому світі, були вбиті через те, що вважалося, що вони скоїли «сексуальне порушення». Інші сприятливі культурні норми включають дискримінаційні сімейні закони та статті кримінального кодексу, які демонструють поблажливість до вбивств честі. Повідомлялося, що в Туреччині вбивства через честь не відчувають великої соціальної стигми, і близько 37 % тих, хто живе в консервативних районах, вважають, що жінок-перелюбниць потрібно вбивати. Ці погляди на підтримку вбивств на честі також поширюються серед дітей і дорослих в Йорданії та Індії. В Уругваї до 2017 року злочини через пристрасть, пов'язані з подружньою зрадою, допускалися відповідно до статті 36 Кримінального кодексу (Пристрасть, спровокована подружньою зрадою) — Artículo 36. (La pasión provocada por el adulterio). 22 грудня 2017 року до статті 36 Кримінального кодексу було внесено зміни щодо виключення злочину з пристрасті. Починаючи з 2013 року тривають політичні спроби вилучити це положення з кримінального кодексу. В Уругваї дуже високий рівень вбивств жінок; за дослідженням Організації Об'єднаних Націй 2018 року, Уругвай займає друге місце в Латинській Америці за рівнем вбивств жінок нинішніми чи колишніми партнерами після Домініканської Республіки.
Дружиногубство також може бути поширеним у країнах, де вбивства честі вважаються неприйнятними. У Південній Африці, наприклад, щотижня приблизно п'ять жінок убивають їх інтимні партнери. Було припущено, що такий високий рівень дружиногубства є результатом поширеності насильства в південноафриканському суспільстві, а також тому, що це вважається соціально прийнятним у багатьох обставинах — припускають, що консервативне ставлення до жінок у цьому суспільстві полегшує дружиногубство. Дослідження, проведені в Італії, демонструють подібні висновки, повідомляючи, що культурні цінності чоловіка щодо становища жінки в суспільстві пов'язані з ймовірністю вчинення ним дружиногубства.

## Вплив на дітей
Коли батько вбиває матір, діти зазнають серйозної травми. Крім втрати матері, батько, ймовірно, перебуває у в'язниці або, можливо, покінчив життя самогубством, тому дитина зазнає значних втрат. Цей тип екстремальної травматичної події може мати серйозні наслідки для благополуччя та психічного здоров'я дитини.

## Відомі або підозрювані приклади

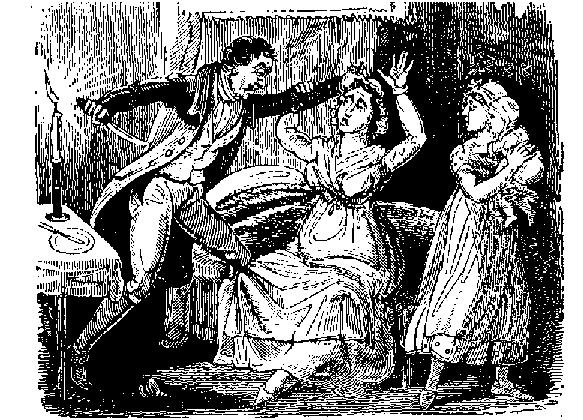
Ілюстрація XVIII століття Матіаса Брінсдена, який вбив свою дружину

- Перський цар Камбіс II одружився з двома своїми сестрами і зробив молодшу з них царицею-консортом Єгипту. Під час свого божевілля він убив її за те, що вона плакала за їхнім братом Смердісом, якого Камбіс убив.
- 80 року до нашої ери Птолемей XI Александр Єгипетський наказав убити свою дружину і мачуху, Береніку III, через 19 днів після їхнього весілля. Згодом Птолемея лінчували жителі Александрії, серед яких Береніка була дуже популярною.
- Ірод I Великий наказав задушити свою другу дружину Маріамну І за підозрою в перелюбі, хоча вона була не винна. За словами Йосипа Флавія, жаль через цей вчинок ледь не довів Ірода до божевілля.
- Римський імператор Тиберій, ймовірно, мав другу дружину Юлію, яка померла від голоду в 14 р. н. е., коли перебувала у засланні на Пандатарії. Їхній шлюб був нещасливим, і він був публічно присоромлений її перелюбом роками раніше. За наказом Тиберія приблизно в той самий час був страчений її ймовірний коханець Семпроній Гракх.
- Римський імператор Нерон наказав вбити свою першу дружину Октавію невдовзі після розлучення з нею у 62 році. 65 року після сварки він забив до смерті свою другу дружину Поппею Сабіну.
- 540 року імператор Західної Вей Юань Баоцзюй наказав покінчити життя самогубством імператриці Іфу після того, як позбавив її статусу через тиск Ювень Тай і імператриці Юйцзюйлу, а також через свій маріонетковий статус.
- 1189 року Мінамото-но Йосіцуне наказав своїй дружині Сато Ґозен покінчити життя самогубством, оскільки знав, що програв своєму братові Мінамото-но Йорітомо.
- 1379 року принц Жуан Португальський, герцог Валенсії де Кампос убив свою дружину Марію Телеш де Менеш у після того, як її сестра, королева Леонора Теліш, побоюючись за престолонаслідування своєї доньки Беатріс і власне становище регентки, звинуватила її в подружній зраді.
- Англійський король Генріх VIII стратив двох зі своїх шести дружин: Анну Болейн за звинуваченням у перелюбстві, зраді та інцесті та Катерину Говард за звинуваченням у перелюбстві.
- Імператор Чжу Юцзянь змусив свою дружину імператрицю Чжоу покінчити життя самогубством, коли 24 квітня 1644 року армія повстанця Лі Цзичена наближалася до столиці через перевал Цзюйун.
- Джордж Форстер убив свою дружину і дитину, втопивши їх у Паддінгтонському каналі в Лондоні. 18 січня 1803 року в Ньюгейті він був повішений.
- Едвард Вільям Прітчард (1825—1865) — англійський лікар, засуджений за вбивство своєї дружини і тещі шляхом отруєння. Він був останньою людиною, яку публічно стратили в Глазго.
- 1872 року за вбивство своєї дружини до смертної кари був засуджений преподобний Джон Селбі Вотсон (1804—1884). Проте громадський резонанс призвів до того, що його вирок був замінений на довічне ув'язнення. Ця справа прикметна тим, що Ватсон своїм захистом використав посилання на неосудність.
- Кеннет Браун (1837—1876), батько Едіт Кован (1861—1932; першої австралійської жінки, яка стала парламентаркою), застрелив свою другу дружину Мері (до шлюбу Тіндалл). Браун був засуджений за вбивство і через п'ять місяців повішений.
- 1889 року у Данді, Шотландія, за вбивство своєї дружини Еллен був страчений Вільям Генрі Бері (1859—1889). Дехто підозрював, що він був Джеком-Різником.
- 23 листопада 1910 року у в'язниці Пентонвілль, Лондон, Англія, за вбивство своєї дружини Кори Генрієтти Кріппен був повішений доктор Говлі Гарві Кріппен (1862—1910) — американський лікар-гомеопат.
- Джордж Джозеф Сміт (1872—1915), «Вбивця наречених у ванні», був засуджений і згодом повішений за утоплення трьох жінок, з якими він був одружений тричі, між 1908 і 1914 роками.
- Герберт Роуз Армстронг (1869—1922), адвокат у Гей-он-Вай, був повішений за вбивство своєї дружини шляхом отруєння миш'яком.
- 1935 року в Ланкастері, Англія, доктор Бак Ракстон (1899—1936) убив і розчленував свою дружину.
- Під час п'яної інсценізації «Вільгельма Телля» письменник-бітник Вільям Барроуз (1914—1997) застрелив свою дружину Джоан Волльмер (1923—1951). Після розслідування мексиканської поліції смерть Волльмер була визнана умисним вбивством.
- 16 листопада 1980 року філософ Луї Альтюссер задушив свою дружину. Його не судили, посилаючись на обмежену відповідальність, а натомість помістили до психіатричної лікарні. 1983 року його виписали.
- Річард Крафтс з Ньютауна, штат Коннектикут, був засуджений за вбивство своєї дружини Гелле в 1985 році. Злочин став відомим як «вбивство дробаркою» через те, як він позбувся її тіла.
- У серпні 1996 року Джанет Марч зникла зі свого будинку в передмісті Нешвілла, штат Теннессі. Її чоловік Перрі був засуджений за вбивство, попри відсутність її тіла, через десять років, після того, як його батько зізнався, що допоміг йому позбутися тіла, місцезнаходження якого він не міг точно пригадати.
- 2004 року Марк Гакінг убив свою вагітну дружину Лорі Хакінг. У 2005 році він був засуджений до довічного ув'язнення.
- 10 жовтня 2006 року за вбивство своєї дружини Ніни Райзер був заарештований і згодом засуджений Ганс Райзер.
- У 2007 році Тару Лінн Грант вбив її чоловік Стівен Грант.
- Протягом трьох днів з 22 по 24 червня 2007 року професійний реслер Кріс Бенуа вбив свою дружину Ненсі та їхнього сина Даніеля, а потім наклав на себе руки.
- 21 квітня 1992 року Джессі Андерсон завдав тридцять сім ударів ножем своїй дружині Барбарі Е. Андерсон.
- 23 жовтня 1989 року Чарльз Стюарт вистрілив у голову своїй вагітній дружині, а потім зробив постріл собі в живіт, стверджуючи, що став жертвою викрадення автомобіля. Дитина народилася живою, але пізніше померла від поранень, отриманих під час вбивства матері.
- 14 травня 2001 року в розпал шлюборозлучного процесу Ентоні Лер маніпулював і погрожував 15-річному підлітку вбити його дружину, щоб отримати повне право власності на квартиру спадкоємців і опіку над їхньою дочкою. Лер був повішений 13 грудня 2002 року за пособництво у вбивстві, в той час як неповнолітній був ув'язнений на невизначений термін через свій вік.
- 11 вересня 2001 року Кела Гарріса зі Спенсера, штат Нью-Йорк, звинуватили у вбивстві його дружини Мішель. Його судили за її вбивство чотири рази, перш ніж у 2016 році суддя його виправдав. З тієї ночі, коли вона зникла, її ніхто не бачив.
- 2002 року за вбивство своєї дружини Донни Вінгер у 1995 році був засуджений Марк Вінгер.
- 17 травня 2004 року водій таксі Г. Крішнасамі Найду за допомогою подрібнювача вбив свою дружину і ледь не обезголовив її на робочому місці, причому було встановлено, що він мав хворобливі ревнощі через численні зв'язки дружини з іншими чоловіками протягом їхнього 20-річного шлюбу. Спочатку Крішнасамі був засуджений до смертної кари за вбивство, але після апеляції він був визнаний винним у ненавмисному вбивстві і засуджений до довічного ув'язнення в 2006 році.
- У грудні 2009 року зникла Сьюзан Кокс Пауелл, і її тіло так і не було знайдено. Її чоловік, Джошуа Пауелл, був головним підозрюваним у її ймовірному вбивстві, але в лютому 2012 року після вбивства їхніх синів він наклав на себе руки. Справа була закрита в 2013 році, коли поліція дійшла висновку, що Джошуа і його брат вбили Сьюзан і позбулися її тіла.
- Вбивство Ласі Петерсон (2002).
- У травні 2000 року Крістін Фітцхью була вбита своїм чоловіком Кеннетом Фітцхью.
- Вбивство сім'ї Вотс (2018).
- Вбивства родини Мердо (2021). Річард «Алекс» Мердо застрелив свою дружину Меггі та їхнього 22-річного сина Пола у мисливському маєтку родини.